# プリシュキン・タマーシュ
プリシュキン・タマーシュ（Priskin Tamás 、1986年9月27日 - ）は、スロバキア・コマールノ出身のプロサッカー選手。ハンガリー代表。ポジションは、フォワード。

## 経歴

### クラブ
ジェールETO FCのアカデミーで育成され、2003年4月23日のリーグ戦でプロデビュー。この時僅か16歳と7ヶ月だった。
2006年8月9日、トライアルに参加していたプレミアリーグのワトフォードFCと4年契約を結んだ。2006-07シーズン開幕戦のアウェー・エヴァートンFC戦で加入後初出場。79分から途中出場すると、早速1アシストを記録して2-1の勝利に貢献した。10月24日のフットボールリーグカップ3回戦・ハル・シティAFC戦で加入後初ゴール。
2009年8月6日、イプスウィッチ・タウンFCに推定170万ポンドで移籍。19日後のリーグカップ・ピーターバラ・ユナイテッドFC戦で加入後初出場&初ゴール。2010年2月、クイーンズ・パーク・レンジャーズFCにレンタル移籍。2011年11月、ダービー・カウンティFCに6週間の短期レンタルで加入。
2012年1月12日、イプスウィッチとの契約を満了し退団。
2012年1月19日、FCアラニア・ウラジカフカスと3年半契約を結んだ。2013年11月17日、クラブとの契約を解除した。
アラニア・ウラジカフカスとの契約解除後、FKアウストリア・ウィーンと契約を結んだが、すぐにマッカビ・ハイファFCに半年間レンタルされた。
レンタル終了後、アウストリア・ウィーンへは戻らずジェールETO FCに完全移籍。8年ぶりの復帰となった。2015年3月、クラブは破産し3部への強制降格処分を受けたが、自身はチーム残留を選んだ。
2017年6月1日、フェレンツヴァーロシュTCに移籍。

### 代表
2005年8月の親善試合・アルゼンチン戦でハンガリー代表デビュー。
2012年9月7日の2014 FIFAワールドカップ・ヨーロッパ予選・アンドラ戦でチームの4点目を挙げ5-0の勝利に貢献した。
2015年11月15日のUEFA EURO 2016予選・ノルウェー戦でゴールを挙げ、UEFA EURO 2016出場権獲得に大きく貢献した。
UEFA EURO 2016のメンバーにも無事選ばれ、グループステージのオーストリア戦とアイスランド戦に出場した。

## 所属クラブ

### ユース
- ジェールETO FC 2001–2003

### プロ
- ジェールETO FC  2003–2006
- ワトフォードFC  2006–2009
  -  プレストン・ノースエンドFC (loan) 2008
- イプスウィッチ・タウンFC 2009-2012
  -  クイーンズ・パーク・レンジャーズFC (loan) 2010
  -  スウォンジー・シティAFC (loan) 2011
  -  ダービー・カウンティFC (loan) 2011-2012
- FCアラニア・ウラジカフカス 2012-2014
- FKアウストリア・ウィーン 2014
  -  マッカビ・ハイファFC (loan) 2014
- ジェールETO FC 2014-2015
- ŠKスロヴァン・ブラチスラヴァ 2015-2017
- フェレンツヴァーロシュTC  2017-
  -  ソンバトヘイ・ハラダーシュ (loan) 2018-2019

## 代表歴
- U-21ハンガリー代表
  - UEFA U-21欧州選手権2007予選

- ハンガリー代表
  - UEFA EURO 2008予選
  - 2014 FIFAワールドカップ・ヨーロッパ予選
  - UEFA EURO 2016予選
  - UEFA EURO 2016予選プレーオフ
  - UEFA EURO 2016予選
  - 2018 FIFAワールドカップ・ヨーロッパ予選

### ゴール
| No  | 開催日         | 開催地                                 | 対戦国             | スコア | 結果 | 試合概要                    |
| --- | -------------- | -------------------------------------- | ------------------ | ------ | ---- | --------------------------- |
| 1.  | 2006年11月15日 | セーケシュフェヘールヴァール           | カナダ             | 1–0    | 1–0  | 親善試合                    |
| 2.  | 2007年2月6日   | リマソール                             | キプロス           | 2–1    | 2–1  | 親善試合                    |
| 3.  | 2007年2月7日   | リマソール                             | ラトビア           | 0–1    | 0–2  | 親善試合                    |
| 4.  | 2007年2月7日   | リマソール                             | ラトビア           | 0–2    | 0–2  | 親善試合                    |
| 5.  | 2007年3月24日  | ポドゴリツァ                           | モンテネグロ       | 0–1    | 2–1  | 親善試合                    |
| 6.  | 2007年3月28日  | ブダペスト                             | モルドバ           | 1–0    | 2–0  | UEFA EURO 2008予選          |
| 7.  | 2008年8月20日  | ブダペスト                             | モンテネグロ       | 1–0    | 3–3  | 親善試合                    |
| 8.  | 2010年11月17日 | セーケシュフェヘールヴァール           | リトアニア         | 1–0    | 2–0  | 親善試合                    |
| 9.  | 2011年11月11日 | ブダペスト                             | リヒテンシュタイン | 1–0    | 5–0  | 親善試合                    |
| 10. | 2011年11月11日 | ブダペスト                             | リヒテンシュタイン | 2–0    | 5–0  | 親善試合                    |
| 11. | 2011年11月15日 | オストロヴィエツ・スヴィエトクルシスキ | ポーランド         | 1–1    | 2–1  | 親善試合                    |
| 12. | 2012年9月7日   | アンドラ・ラ・ベリャ                   | アンドラ           | 0–4    | 0–5  | 2014 FIFAワールドカップ予選 |
| 13. | 2014年6月4日   | ブダペスト                             | アルバニア         | 1–0    | 1–0  | 親善試合                    |
| 14. | 2014年6月7日   | ブダペスト                             | カザフスタン       | 1–0    | 3–0  | 親善試合                    |
| 15. | 2014年9月7日   | ブダペスト                             | 北アイルランド     | 1–0    | 1–2  | UEFA EURO 2016予選          |
| 16. | 2015年6月5日   | デブレツェン                           | リトアニア         | 4–0    | 4–0  | 親善試合                    |
| 17. | 2015年11月15日 | ブダペスト                             | ノルウェー         | 1–0    | 2–1  | UEFA EURO 2016予選          |

## 人物
チェコスロバキア(現スロバキア)のコマールノにて、ハンガリー人の両親の間に生まれた。2005年にハンガリーの市民権を取得。